# Poggenpohl
Poggenpohl  — назва німецької фірми-виробника кухонних меблів у місті Герфорд у федеральній землі Північний Рейн-Вестфалія. Компанія є однією з найстаріших марок в Німеччині та виробляє кухонні меблі виключно в передмісті Герфорда.

## Історія

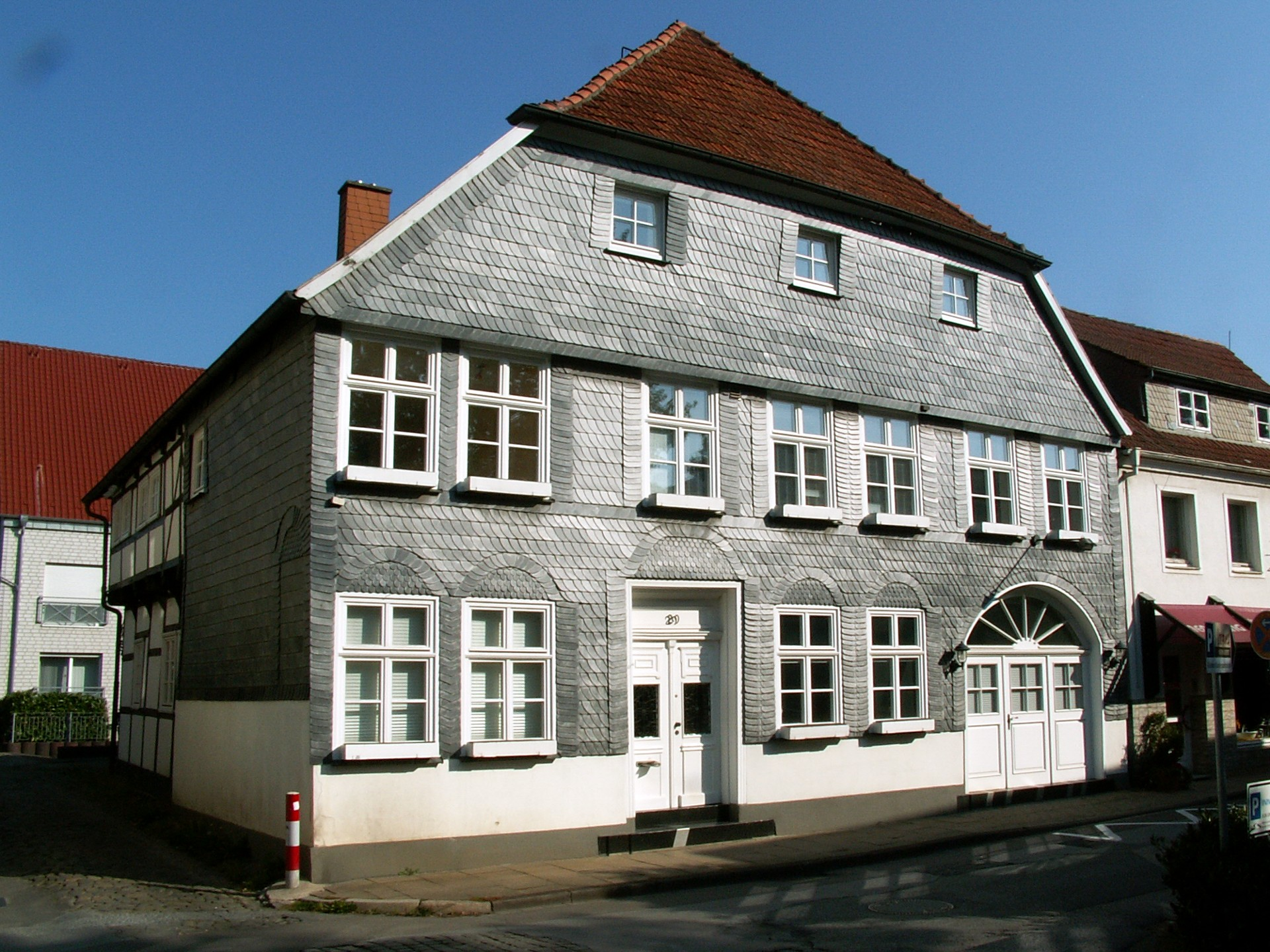
Колишня штаб-квартира компанії «Holland 29» у Герфорді

Майстер зі столярства Фрідемір Шульце  народився 7 серпня 1859 року в Хьорде поблизу Дортмунда. Ім'я Фрідемір Поґґенполь (з нижньонімецького діалекту "калюжа для жаб") він прийняв 1880 року із вдячності до сім'ї своєї тітки, у якої він ріс після ранньої смерті обох батьків. Логотипом компанії протягом багатьох десятиліть був пуголовок.
У 1892 році Поґґенполь заснував столярну майстерню в Білефельді. У 1897 компанія перемістилася до сусіднього міста Герфорд, де і досі знаходиться в так званому старовинному "сланцевому будинку". Оскільки це приміщення незабаром стало занадто тісним, у 1920-1921 роках було збудовано нову, простору будівлю на вулиці Бюндершрассе (нині там розташована фірма SULO-Gelände). Крім того, в 1921 році компанія стала акціонерним товариством. Попри економічні труднощі, у компанії нараховувалося 200 співробітників наприкінці 1920-х років.
Після ранньої смерті Поґґенполя 4 серпня 1924 року компанія опинилася в скрутному економічному становищі та мала серйозні труднощі, які вирішилися лише в середині 1930-х років. Ключовим фактором став прихід в компанію Волтера Людевіга в 1935 році, який керував компанією з 1940 по 1987 рік. Він кардинально вплинув на розвиток виробництва кухонних меблів від "сучасної кухні" до "модульної кухні", яка витіснила попередню з масового виробництва. Перша модульна кухня марки "Poggenpohl" була створена 1950 року.
У 1971 році відбувся переїзд компанії в новий промисловий район Херрінґхаузен. Коли 1987 у віці 77 років Волтер Людевіг пішов з компанії, він продав її одному шведському концерну. Після цього у фірми ще двічі змінювався власник, і з 2000-2016 роках ТОВ "Poggenpohl" був частиною шведського кухонного концерну Nobia AB. У вересні 2012 року компанія відзначила своє 120-річчя.

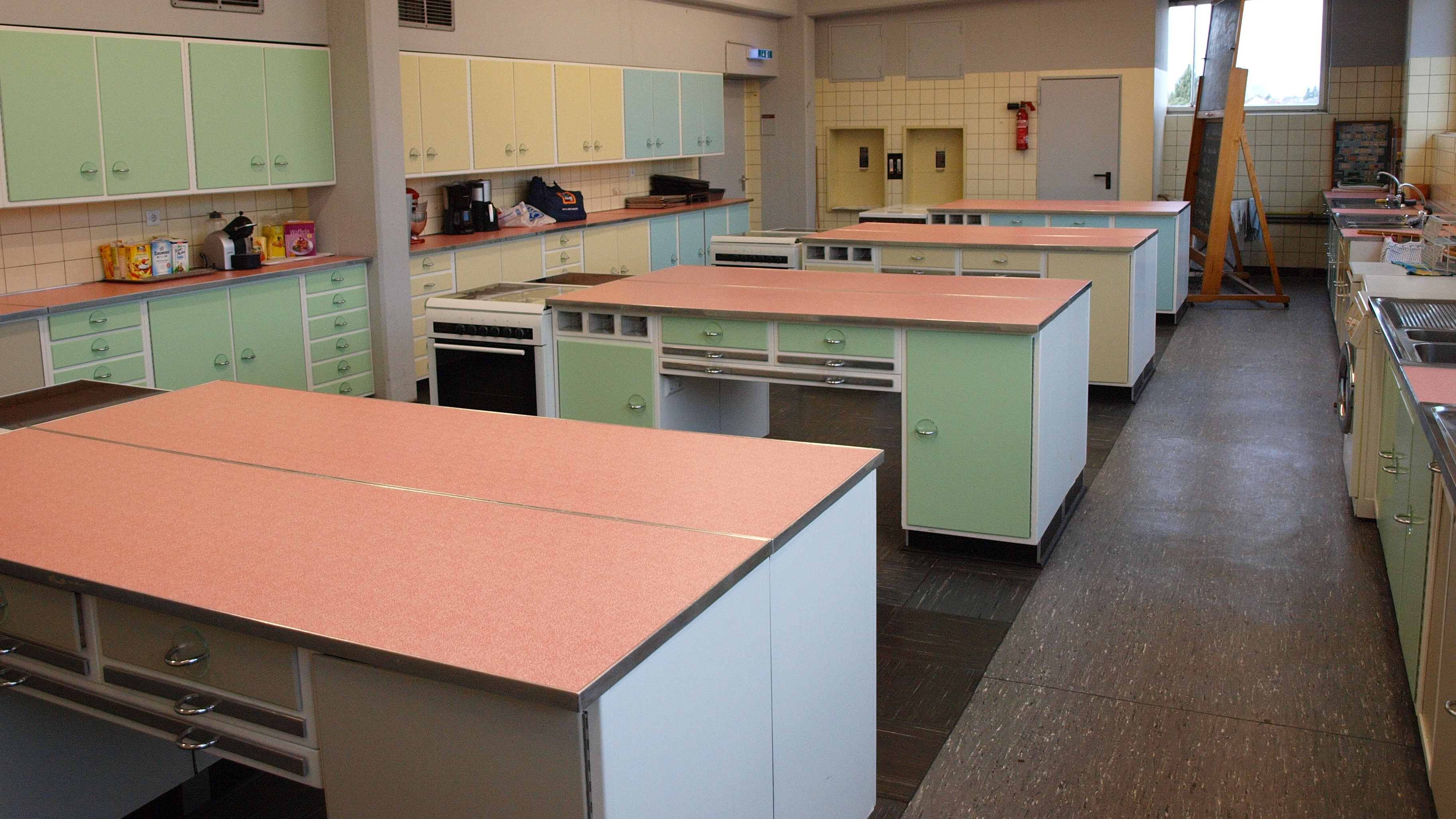
Poggenpohl кухня з 1950-х років в гімназії Зігбург Alleestraße

 Від жовтня 2015 року Патрік Хайнен очолює управління фірмою в Герфорді.
Серед найважливіших переломних моментів у розвитку кухонної індустрії Poggenpohl слід назвати наступні:
- Незабаром після винайдення так званої "франкфуртської кухні" Poggenpohl представив у 1928 свою "сучасну кухню", яка складалася зі сполучених шафок, окремої шафи для взуття, раковини, столу та стільця, що з великими зусиллями стало одним із технічних досягнень на той час. Нова поверхня такої кухні стала відомою під назвою "Десять шарів лаку" (для ущільнення поверхні й ґрунту).
- У 1952 році була винайдена нова модульна кухня під назвою "Form 1000". В 1950 році вона була представлена на виставці меблів у Кьольні і експортувалася у 1960 році по всьому світові.
- У 1968 році фірма створила перші кухонні меблі з деревини, що і заклало початок виготовлення цієї продукції з деревини.
- У співпраці з Луїджі Колані та Інститутом навколишньої фізіології в 1970 році був створений "експеримент 70" ─ футуристичне дослідження кульової кухні.
- Починаючи з 2000 року, Poggenpohl співпрацює з такими відомими дизайнерами як Йорґе Пенсі, Porsche Design або Hadi Teherani Küchenkonzepte аби якомога тісніше об'єднати вітальню з кухнею.

## Виробництво
Всі кухні Poggenpohl виготовляються виключно в штаб-квартирі компанії у місті Херфорд. Моделі кухні поділяються на + Segmento, + Modo, + Artesio  і Poggenpohl Porsche Design Küche. Численні моделі були нагороджені багатьма міжнародними нагородами.
У дослідженні, проведеному Öko-Test у 2004 році – за кількістю матеріалів з деревини та клейких речовин на кухнях Poggenpohl отримав оцінку "задовільно", через що опинився на одному рівні з Bulthaup і зайняв вищу позицію в рейтингу, ніж SieMatic, яка отримала "незадовільно".

## Ринок збуту
Спочатку компанія орієнтувалась тільки на внутрішній ринок. З кінця 1950-х років кухні почали експортуватися до сусідніх країн. Наприкінці 1960-х років меблі компанії Poggenpohl продавалися на теренах одинадцяти європейських країн. У 1980-ті роки, кухонні меблі марки Poggenpohl були представлені в 41 країні й мали у 1989 експортну частку обсягом 46%.
Сьогодні Poggenpohl ─ це кухні, які мають близько 450 дилерів по всьому світу, з яких близько 100 продають їх в самій Німеччині. Окрім того, існує 35 студій-центрів продажу, сім з них розташовані у Німеччині й вісім у Великій Британії. Poggenpohl розміщується більше, ніж у 70 країнах світу, в тому числі Китаї, Японії, Індії, Австралії, Новій Зеландії, США, Кенії, Об'єднаних Арабських Еміратах, а також майже по всіх європейських країнах.

## Товарний обсяг
У 2010 році товарний обсяг склав 111 млн євро.

## Співробітники
Всього в компанії по всьому світу працюють 500 осіб, з яких 350 у Херфорді.